# TNF-α

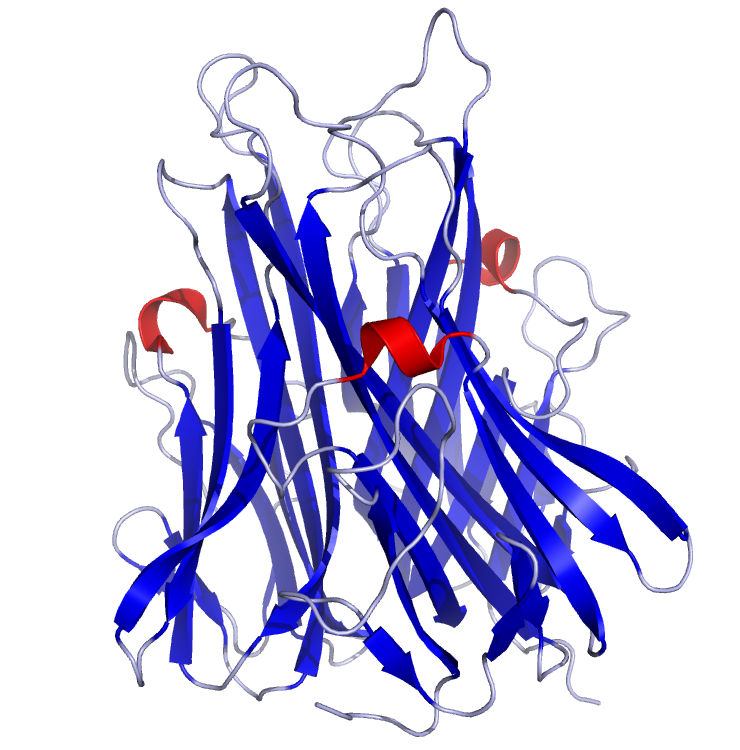
Struktura TNF-α - jedná se o homotrimer, tedy komplex složený ze tří totožných proteinů

TNF-α (tumor necrosis factor α čili faktor nádorové nekrózy α), někdy také pod názvem kachektin, je homotrimerický protein o 157 aminokyselinách a s řadou funkcí. Produkuje ho řada zejména krevních buněk a patří do velké skupiny tzv. cytokinů. Váže se na TNF receptor. TNF-α existuje buď jako transmembránový protein (26 kDa) nebo jako menší sekretovaná forma, která vzniká z té předchozí pomocí proteáz.
K buňkám, jež ho za určitých podmínek uvolňují, patří makrofág, monocyt, endoteliární buňka, neutrofil, buňka hladké svaloviny, aktivovaný lymfocyt a astrocyt. Z toho je zřejmé, že má celou řadu funkcí. Reguluje spoustu dalších růstových faktorů, cytokinů, transkripčních faktorů a receptorů. Může způsobit smrt jistých typů nádorových buněk, navodit zvýšenou teplotu, za určitých podmínek spouští buněčnou proliferaci a diferenciaci.
Makrofág začne vylučovat TNF-α, pokud se v daném místě do těla dostane patogen. Tím je umožněna tzv. lokální imunitní odpověď, která spočívá v aktivaci endotelu okolních vlásečnic, jejich zvýšené propustnosti (vč. snazší diapedézy) a ve zvýšeném srážení krve v místě infekce. Z pomocníka se však může stát smrtonosná buňka, pokud se infekce rozšíří po celém krevním oběhu (když dojde k sepsi): makrofágy začnou ve velkém produkovat TNF-α, což může vést až k septickému šoku a selhání orgánů.